# ダニエル・ゴールドハーゲン

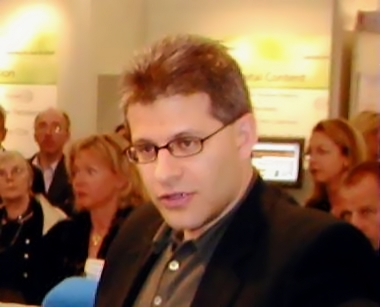

ダニエル・ゴールドハーゲン（Daniel Jonah Goldhagen、1959年6月 - ）は、アメリカの著作家、政治学者、元ハーバード大学准教授。ドイツ現代史、とくにホロコースト研究が専門。

## 生涯
マサチューセッツ州ボストン生まれ。父親のエリックはウクライナの絶滅収容所に送られたホロコーストの生還者であり、ハーバード大学教授も務めた。ダニエルもハーバード大学でサウル・フリードレンダーに師事し、『ニュー・リパブリック』誌でアーノ・マイヤーの独ソ戦論を反共の側面を強調し反ユダヤ主義的側面を軽視したと批判した。博士論文を基にした著書 Hitler's willing executionersでは、ヒトラーやナチス党員だけでなくドイツの一般国民にもホロコーストの責任があることをドイツの公文書を基に論じ、クリストファー・ブラウニングとの間に激しい議論を起こした。2003年大学の職を離れ、著述活動に専念する。

## ゴールドハーゲン論争
ブラウニングは1992年に公刊したOrdinary Men（『普通の人々』）でナチスとは程遠い主として労働者階級の出身が多かった秩序警察が起こした虐殺行為を取り上げ、組織的な力学で虐殺行為に加担したのであり隊員個人には拒否権が与えられていたし必ずしも反ユダヤ主義者であった訳ではないと論じた。これに対しゴールドハーゲンは、秩序警察のみならず一般庶民が自発的に虐殺した事例を論拠として、中世以来の反ユダヤ主義が目強かったが故に大規模なホロコーストをなし得たと結論づけている。
これに対してブラウニングはハーパーコリンズから公刊されたOrdinary Menの後書きでドイツ人警官の殺害の報復としてポーランド系住民が秩序警察によって虐殺された事例を取り上げ、ユダヤ人と（非ユダヤ系の）ポーランド人とで二重基準になっていないかと反駁している。

## 著書
- Hitler's willing executioners: ordinary Germans and the Holocaust, Knopf, 1996. ISBN 0679446958

『普通のドイツ人とホロコースト――ヒトラーの自発的死刑執行人たち』、望田幸男監訳、ミネルヴァ書房, 2007 ISBN 9784623039340
- A moral reckoning: the role of the Catholic Church in the Holocaust and its Unfulfilled duty of repair, A. A. Knopf, 2002.
- Worse than war: genocide, eliminationism, and the ongoing assault on humanity, PublicAffairs, 2009.